# Leiognathus aureus
Leiognathus aureus är en fiskart som beskrevs av Abe och Haneda 1972. Leiognathus aureus ingår i släktet Leiognathus och familjen Leiognathidae. Inga underarter finns listade i Catalogue of Life.